# Jota Mayúscula
Jesús Bibang González (Madrid, 21 de març de 1972 - Madrid, 11 de setembre de 2020), més conegut pel nom artístic de Jota Majúscula, va ser un dicjòquei i productor de música hip-hop espanyol. De 1998 a 2020 va dirigir el programa El Rimadero de Radio 3, dedicat al rap.

## Biografia
DJ i productor nascut a Madrid, de pare equatoguineà i mare asturiana, Jota Majúscula va guanyar el 1993 la categoria nacional del concurs de DJ «DMC Madrid 93» en la modalitat individual. Ja en la seva doble faceta als plats i en la producció, el seu treball es va iniciar el 1994 dins del col·lectiu musical que va suposar el primer pas seriós d'aquest estil a Espanya, El Club de los Poetas Violentos (CPV), al costat dels MC El Meswy, Kamikaze, Mr. Rango, Paco King, Supernafamacho i Frank-T. Va col·laborar en els treballs Madrid Zona Bruta (disc que va acabar donant nom a una discogràfica especialitzada en música hip hop), I ahora ke, eh?, La saga continúa, De cacería, Guannais / A muerte i Grandes planes.
A l'acabar aquesta primera etapa amb la dissolució del grup i la continuació en solitari de la carrera musical dels seus components, Jota Mayúscula va iniciar juntament amb Frank-T, l'any 1998, el programa musical de hip hop per excel·lència a l'Estat espanyol, El Rimadero, a Radio 3. A través de la seva faceta de locutor prengué llavors el pols a l'escena hip hop en castellà, essent protagonista de l'ascensió d'aquest estil musical, com el fet que el 2004 es concentressin més de tres mil persones a la madrilenya plaça del Callao per assistir al concert organitzat pel programa radiofònic.
Durant tot aquest temps Jota Mayúscula va produir nombrosos àlbums de rap, ja sigui en solitari o formant equip amb Supernafamacho als Estudios + Graves Superproducciones. Destaquen els seus treballs amb Violadores del Verso a Genios (1999), amb SFDK a Siempre fuertes (1999) i amb La Mala Rodríguez a Yo marco el minuto (1999), Lujo Ibérico (2000) i Alevosía (2003). Els àlbums de la rapera obtingueren una repercussió comercial notable, esdevenint Jota Majúscula el DJ en directe de les seves gires.
Jota Majúscula va passejar els seus ritmes per escenaris abans impensables per a un punxadiscos: DJ de la gira de 1997 de Rita Marley, responsable artístic dels recopilatoris UniverSOnoro Volumen 1 (BOA, 1995) i Hip-hop bàsico 99 (Virgin, 1999), i participació en innumerables festivals internacionals.
Com a artista en solitari va donar a llum quatre discos: Hombre negro soltero busca (2000), Una vida Xtra (2004), Camaleón (2006) i Sonido campeón (2008), amb la col·laboració d'artistes com 7 Notas 7 Colores, Kase-O o Tremendo.
El 2007 va assistir com a jurat a la Final espanyola de la Red Bull Batalla dels Gallos. Va morir la matinada de l'11 de setembre de 2020, víctima d'un infart.

## Discografia

### En solitari
- Hombre negro soltero busca (LP) (Zona Bruta, 2000)
- Una vida xtra (LP) (Zona Bruta, 2004)
- Camaleón (LP) (Zona Bruta, (2006)
- Sonido campeón (Más Graves) (LP) (Zona Bruta, 2008)

### Amb CPV
- Madrid Zona Bruta (LP) (Yo gano, 1994)
- Y ahora ke, eh? (Maxi) (Zona Bruta, 1996)
- La saga continua 24/7 (LP) (Zona Bruta, 1997)
- 9:30 Remix (Maxi) (Zona Bruta, 1998)
- Guannais / A muerte (Maxi) (Zona Bruta, 1998)
- Grandes planes (LP) (Zona Bruta, 1998)
- Madrid, zona bruta (edició especial / reedició) (BoaCor, 2006)
- Siempre (LP) (BoaCor, 2012)

### Col·laboracions
- 7 Notas 7 Colores — Hecho, es simple (1997)
- El Meswy — Tesis Doctoral (1997)
- Frank T — Los pájaros no pueden vivir en el agua porque no son peces (1998)
- Frank T — La Gran Obra Maestra (1998)
- VKR — Hasta la viktoria (1998)
- Mr.Rango — El hombre de los seis millones de dolores (1998)
- 7 notas 7 colores — 77 (1999)
- Ygryega — Yakussi (1999)
- Violadores del Verso — Genios (1999)
- El Imperio — Monopolio (1999)
- Mala Rodríguez — Yo marco el minuto / Tambalea (1999)
- SFDK — Siempre Fuertes (1999)
- Kultama — Al ritmo de la noche (2000)
- Mala Rodríguez — Lujo ibérico (2000)
- El Meswy — Nadie (2000)
- Mala Rodríguez — Lujo Ibérico (2000)
- Ari — La Fecha (2001)
- Shuga Wuga — Malizzia (2001)
- Los Cuñaos del Fonk — Los Cuñaos remezclaos (2001)
- Los Cuñaos del Fonk — Sifón y jerna (2001)
- Poison — Ak-rap-erro (2001)
- Hablando en plata — A sangre fría (2001)
- Violadores del Verso — Vicios y Virtudes (2001)
- Presuntos Implicados — Gente (remixes) (2001)
- Guateque All Stars — Guateque All Stars (2002)
- Mr.Rango — 'Baby tu...' Night fever (2002)
- Dnoe — Que piensan las mujeres 1: Persona (2003)
- Mala Rodríguez — Alevosía (2003)
- Elphomega — Homogeddon (2005)
- Aqeel — "Beats & Voices" (2005)
- Morodo — Babilonia escucha
- Hablando en plata — La división de la victoria (2006)
- Kultama — Nacional E Importación (2006)
- Violadores del Verso — Vivir para contarlo (2006)
- Tres Coronas — Súbale (2007)
- Primer Dan — Mal clima (2007)
- Lápiz Conciente — Qué se sienta (2011)
- Mala Rodríguez — 33 (2013)
- Dave Bee — El Arquitexto (2013)

### Videojocs
- Al videojoc Marc Ecko's Getting Up: Contents Under Pressure, va doblar la veu al protagonista Trane.